# Ferdinand Hahnzog
Ferdinand Hahnzog (* 19. März 1897 in Hanau; † 28. Januar 1969 in Dörnigheim) war ein deutscher Polizeibeamter und Historiker.

## Ausbildung und Beruf
Ferdinand Hahnzog wurde als Sohn eines Militär-Beamten der Pulverfabrik Wolfgang in Wolfgang, heute ein Stadtteil von Hanau, geboren. Nach dem Abitur war er 1914 Kriegsfreiwilliger, wurde verwundet und begann als Rekonvaleszent 1916 mit dem Studium von Altphilologie und Germanistik. Aufgrund seiner schlechten wirtschaftlichen Lage konnte er das Studium nicht beenden. Er wurde Polizist. Nach seinen nach dem Zweiten Weltkrieg gefertigten autobiografischen Notizen wurde er dort aufgrund seiner Distanz zu den Nationalsozialisten diskriminiert und strafversetzt.

## Einsatz im Zweiten Weltkrieg

### Lublin
Von Januar 1940 bis April 1942 war er im Rang eines Majors Kommandeur der Gendarmerie im Distrikt Lublin im von Deutschland besetzten Polen. Die Gendarmerie war die deutsche Zivil-Polizei, etwa 500 Mann im Distrikt Lublin, die der polnischen Polizei, etwa 1500 Mann, vorgesetzt wurde. Parallel arbeitete dort noch eine deutsche Polizei. Die Polizei war insgesamt dem SS- und Polizeiführer SS-Brigadeführer Odilo Globocnik untergeordnet. Er repräsentierte damit eine der Parteien in dem Konkurrenzkampf von Wehrmacht, Zivilverwaltung, SS, Sicherheitsdienst und Polizei um die Macht in dem besetzten Gebiet. „Ich war zwar nicht freiwillig, aber mit der festen Absicht nach Lublin gekommen, mein Amt im Sinne der guten alten Gendarmerietradition und nach den Grundsätzen der Ober Ost-Verwaltung aus dem ersten Weltkriege zu führen“. Er war mit den Vernichtungs- und Willküraktionen gegen Juden, Roma und Polen konfrontiert: Unterstellte Polizisten berichteten ihm bereits 1940/41, dass die Sicherheitspolizei in einem abgedichteten Schuppen Juden mit Autoabgasen ermordete. Später war ihm auch der Aufbau der Vernichtungslager Sobibor und Majdanek und deren Funktion bekannt. Er versuchte – immer nach eigener Darstellung – mit nur begrenztem Erfolg sich und die seiner Verantwortung unterstehende Gendarmerie aus den Vorgängen herauszuhalten. Er habe auch an Suizid gedacht. Beim späteren Vorgehen gegen entflohene sowjetische Kriegsgefangene („Bolschewiken“) plagten ihn weniger Skrupel. Mit Ernst Zörner, Gouverneur des Distrikts Lublin und Rivalen von SS-Brigadeführer Odilo Globocnik, hielt er engen Kontakt, bis dieser durch den neuen Kommandeur der Ordnungspolizei, Walter Griphan, im Oktober 1941 unterbunden wurde. Ferdinand Hahnzog war so in den Machtkämpfen der diversen Organisationen als Gegner der SS verortet.
Allerdings wäre die Rolle des späteren Obersturmbannführers Hahnzogs während und auch nach der Zeit des Nationalsozialismus durchaus noch einmal kritischer zu überprüfen. Hierbei könnten auch seine zahlreiche Briefe an seine Ehefrau Hannah hilfreich sein, die inzwischen (wohl selektiv?) veröffentlicht wurden.

### Zweite Kriegshälfte
Für ihn völlig überraschend wurde er im April 1942 zum Oberstleutnant befördert und mit dem Auftrag nach Magdeburg abgeordnet, dort ein Gendarmerie-Einsatzkommando für das Donezbecken zusammenzustellen, mit dem er dann im Juni 1942 nach Stalino ging.
15. Januar 1945, Ferdinand Hahnzog war zu diesem Zeitpunkt Leiter der Gendarmerieschule Mödling, Niederösterreich, verhaftete ihn die Gestapo in Wien. Dem lag wohl ein innerpolizeilicher Machtkampf zugrunde. Am 6. Februar 1945 wurde vor dem Obersten SS- und Polizeigericht unter Vorsitz des SS-Sturmbannführers Dr. Oswald Pohl in Traunstein gegen ihn verhandelt – den konkreten Anklagevorwurf teilt er nicht mit. Das Urteil lautete auf zweifache Todesstrafe, 5 Jahre Zuchthaus und lebenslangen Ehrverlust. Die Todesstrafe musste von Heinrich Himmler bestätigt werden. Darauf wartete Ferdinand Hahnzog im Wiener Gefängnis, als es wegen der anrückenden Roten Armee zu dessen Evakuierung kam. Ein ehemaliger Polizeikollege aus Hanau „übersah“ ihn dabei einfach im Gefängnis, so dass er durch die Rote Armee befreit wurde. Er wurde vom NKWD vernommen, aber nicht festgenommen.

## Nachkriegszeit und wissenschaftliche Forschung
Nach dem Krieg arbeitete Ferdinand Hahnzog wieder in herausgehobener Stellung bei der Polizei. 1952 wurde er als Leitender Polizeidirektor in Arnsberg in Westfalen pensioniert.
Er zog nach der Pensionierung nach Dörnigheim (heute Maintal-Dörnigheim im Main-Kinzig-Kreis), wo er sich als Historiker der regionalen Geschichte widmete. Hervorragendes Thema war dabei für ihn Hanauisch Indien, ein koloniales Abenteuer, das im 17. Jahrhundert unter Graf Friedrich Casimir von Hanau-Lichtenberg versucht worden war, aber scheiterte. Er erfüllte sich einen Jugendtraum, bereiste das im heutigen Französisch-Guyana liegende Gebiet 1957 selbst und war nach eigenem Bekunden der erste Hanauer, der Hanauisch Indien bewusst betreten hat. Die Zeit für die Anreise von Hanau bis zum Ziel betrug damals noch 25 Tage. Begraben ist er auf dem Friedhof in Hanau-Wolfgang.